# Fresh Evidence
Albums de Rory Gallagher
Defender
(1987)
Fresh Evidence, paru en 1990, est le quatorzième et dernier album de Rory Gallagher (le onzième en studio).

## L'album
Fresh Evidence est le dernier album publié du vivant de Rory Gallagher. C'est le seul enregistré pour la maison de disques I.R.S. En 2000, Buddah Records a réédité l'album avec deux titres bonus.
À l'exception d'un titre, toutes les compositions de l'album sont de Rory Gallagher.

## Les musiciens
- Rory Gallagher : chant, guitares, dulcimer, sitar électrique & mandoline
- Gerry McAvoy : basse
- Brendan O'Neill : batterie

Invités
- Mark Feltham : harmonica
- Geraint Watkins : accordéon
- John Cooke : claviers
- Lou Martin : piano
- John Earle : saxophones ténor & baryton
- Ray Beavis : saxophone ténor
- Dick Hanson : trompette[1].

## Les titres
Toutes les chansons sont écrites et composées par Rory Gallagher, sauf mention contraire.
| No  | Titre                | Auteur    | Durée |
| --- | -------------------- | --------- | ----- |
| 1.  | Kid Gloves           |           | 5:40  |
| 2.  | The King of Zydeco   |           | 3:43  |
| 3.  | Middlename           |           | 4:15  |
| 4.  | Alexis               |           | 4:07  |
| 5.  | Empire State Express | Son House | 5:08  |
| 6.  | Ghost Blues          |           | 8:01  |
| 7.  | Heaven's Gate        |           | 5:09  |
| 8.  | The Loop             |           | 2:23  |
| 9.  | Walkin' Wounded      |           | 5:09  |
| 10. | Slumming Angel       |           | 3:40  |

| 11. | Never Asked You For Nothin' | 4:29 |
| 12. | Bowed Not Broken            | 3:26 |

## Informations sur le contenu de l'album
- Empire State Express est une reprise de Son House de 1965.